# Hljómalind
"Hljómalind" is een single van de IJslandse rockband Sigur Rós. Het is afkomstig van het album Hvarf-Heim en werd in Europa door EMI Group uitgegeven op 29 oktober 2007. De single bereikte de 91e plaats op de UK Singles Chart.

## Opnamen en uitgave
"Hljómalind" werd in 1999 door Sigur Rós geschreven, tijdens de sessies voor de opnamen van Ágætis byrjun. Die naam had het echter toen nog niet; het nummer werd "Rokklagið" ('het rocknummer') genoemd. Samen met producer Ken Thomas werd het in de Ridge Farm Studio's opgenomen. Omdat de band niet tevreden was met het resultaat, werd "Hljómalind" uiteindelijk niet gebruikt voor het album. Toen later de Ridge Farm Studio's werden gesloten, verdween ook de opname van het nummer. Ondertussen werd het sporadisch live gespeeld. Voor Hvarf-Heim werd besloten "Rokklagið" opnieuw op te nemen. Dit gebeurde in Álafoss in 2007. Voor de B-kant werd een akoestische versie van het nummer "Starálfur" opgenomen. Dit gebeurde op 21 april, eveneens in de studio in Álafoss. Na deze sessies kreeg "Rokklagið" de nieuwe titel "Hljómalind". Dit was de naam van een platenzaak in Reykjavik, die in 1999 eigendom was van Sigur Rós' toenmalige manager Kiddi. Het nummer had kortstondig ook de titel "The Rabbit and the Prince". 'The Rabbit' was een verwijzing naar Kiddi en de prins was Valli, een roadie en een vriend van de band.
De uitgave van "Hljómalind" stond oorspronkelijk gepland voor 22 oktober 2007. Dit werd later verplaatst naar 29 oktober. De single was een 'heavyweight' 7-inch en werd door EMI uitsluitend in Europa uitgegeven. In het Verenigd Koninkrijk behaalde de single de 91e plaats in de UK Singles Chart.

## Nummers

### Cd en promo
1. "Hljómalind" - 4:02
2. "Starálfur" (akoestisch) - 5:27
3. "Hljómalind" (instrumentaal) - 4:57

### 7-inch vinyl
1. "Hljómalind"
2. "Starálfur" (akoestisch)

## Medewerkers
- Sigur Rós - Productie, creatie
  - Jón Þór Birgisson - zang, gitaar
  - Georg Hólm - basgitaar
  - Kjartan Sveinsson - keyboard, gitaar
  - Orri Páll Dýrason - drums
- Ken Thomas - engineering, productie, mixing
- Birgir Jón Birgisson - opnamen, mixing

N.B. "Starálfur" is geschreven door oud-drummer Ágúst Ævar Gunnarsson.

## Hitnoteringen
| Land                                   | Plaats |
| -------------------------------------- | ------ |
| UK Singles Chart (Verenigd Koninkrijk) | 91     |